# Teorema delle funzioni implicite
In matematica, in particolare in analisi matematica e geometria, il teorema delle funzioni implicite è un importante strumento che stabilisce quando il luogo di zeri di un'equazione implicita si può esplicitare rispetto a una variabile.
Nella letteratura italiana, il teorema è generalmente detto teorema di Dini in onore del matematico Ulisse Dini, che contribuì ad estenderne la formulazione.

## Il teorema di Dini
Il teorema di Dini stabilisce che una funzione reale di classe {\displaystyle C^{1}} di due variabili del tipo:
{\displaystyle F(x,y)}
definisce implicitamente un'unica funzione del tipo:
{\displaystyle y=f(x)}
in un intorno di un punto {\displaystyle (a,b)} tale che (esplicitando rispetto alla variabile y):
{\displaystyle F(a,b)=0,\qquad {\frac {\partial F}{\partial y}}(a,b)\neq 0.}
Il teorema di Dini fornisce quindi una condizione sufficiente affinché esista un'unica funzione {\displaystyle y=f(x)} tale che 
{\displaystyle F(x,f(x))=0}
sia soddisfatta al variare di {\displaystyle x}, oppure un'unica funzione {\displaystyle x=g(y)} tale che 
{\displaystyle F(g(y),y)=0}
sia soddisfatta al variare di {\displaystyle y}.
Questo non significa che sia possibile esplicitare una delle due incognite in funzione dell'altra, ossia che sia possibile trovare {\displaystyle y=f(x)} oppure {\displaystyle x=g(y)} in forma esplicita, ma mostra piuttosto che esiste almeno una delle due funzioni, detta funzione implicita. 
Se ci si limita all'individuazione di particolari tipi di funzione, ad esempio quelle continue e definite su un intervallo, si può dimostrare anche la loro unicità, il che sancisce un'equivalenza formale tra la scrittura implicita {\displaystyle F(x,y)=0} e quella esplicita {\displaystyle y=f(x)} oppure {\displaystyle x=g(y)}. Ad esempio, l'equazione:
{\displaystyle F(x,y)=y+x^{2}e^{y}=0}
ben definisce un'unica funzione continua {\displaystyle y=f(x)} definita per ogni {\displaystyle x} reale, che tuttavia non può essere scritta esplicitamente.

### Enunciato
Sia {\displaystyle F\colon G\subset \mathbb {R} ^{2}\to \mathbb {R} } una funzione a valori reali, differenziabile e le cui derivate parziali prime siano funzioni continue. Sia inoltre {\displaystyle (x_{0},y_{0})\in G} tale che:
{\displaystyle F(x_{0},y_{0})=0,\qquad {\frac {\partial F}{\partial y}}(x_{0},y_{0})\neq 0.}
Il teorema afferma che esiste una funzione derivabile reale:
{\displaystyle g\colon [x_{0}-h,x_{0}+h]\to [y_{0}-k,y_{0}+k],\qquad h,k>0,\quad h,k\in \mathbb {R} ,}
la cui derivata prima sia continua. Inoltre, il grafico di {\displaystyle g} è l'insieme delle coppie:
{\displaystyle \{(x,y)\in G:F(x,y)=0\}}
che sono contenute nel rettangolo:
{\displaystyle [x_{0}-h,x_{0}+h]\times [y_{0}-k,y_{0}+k].}

## Il teorema in due dimensioni
Si consideri una funzione di classe C1 {\displaystyle F\colon A\to \mathbb {R} } definita su un insieme aperto {\displaystyle A\subseteq \mathbb {R} ^{2}}, e si consideri l'insieme:
{\displaystyle Z=\{(x,y)\in A:F(x,y)=0\}.}
Se {\displaystyle Z} è non vuoto esiste un punto {\displaystyle (x_{0},y_{0})} tale che:
{\displaystyle F(x_{0},y_{0})=0.}
Il teorema afferma che se {\displaystyle (x_{0},y_{0})} non è un punto critico, ossia: 
{\displaystyle \nabla F(x_{0},y_{0})\neq 0,}
allora esiste un intorno {\displaystyle U} di {\displaystyle (x_{0},y_{0})} tale che l'insieme {\displaystyle Z\cap U} è il grafico di una funzione derivabile. 
Questo equivale a dire che esiste un'unica funzione del tipo {\displaystyle y=y(x)} o del tipo {\displaystyle x=x(y)} che mette in relazione le due incognite {\displaystyle x} e {\displaystyle y}. Si noti che questo non significa che è davvero possibile esplicitare una delle due variabili in funzione dell'altra, ma solo che l'equazione definisce implicitamente un legame tra le due incognite che è univoco.
Sia {\displaystyle g\colon A\subset \mathbb {R} ^{2}\rightarrow \mathbb {R} } una funzione di classe {\displaystyle {\mathcal {C}}^{1}} nell'aperto {\displaystyle A} e sia {\displaystyle (x_{0},y_{0})\in A} tale che:
{\displaystyle g(x_{0},y_{0})=0,\qquad g_{y}(x_{0},y_{0})\neq 0.}
Allora esistono un intervallo reale aperto {\displaystyle I}, con {\displaystyle x_{0}\in I}, un intervallo reale aperto {\displaystyle J}, con {\displaystyle y_{0}\in J}, ed una funzione {\displaystyle y(x)} di classe {\displaystyle {\mathcal {C}}^{1}} in {\displaystyle I} a valori in {\displaystyle J} tali che:
{\displaystyle y(x_{0})=y_{0},\qquad y'(x_{0})=-\left({\frac {g_{x}(x_{0},y_{0})}{g_{y}(x_{0},y_{0})}}\right)}
e tali che per ogni {\displaystyle x\in I,y\in J} la relazione:
{\displaystyle g(x,y)=0}
si verifica se e solo se:
{\displaystyle y=y(x).}
Scambiando i ruoli delle variabili si giunge a definire una funzione {\displaystyle x=x(y)}.

## Dimostrazioni

### Prima dimostrazione
Sia data una funzione continua {\displaystyle g\colon A\subset \mathbb {R} ^{2}\to \mathbb {R} } di classe {\displaystyle {\mathcal {C}}^{1}} in {\displaystyle A} tale che {\displaystyle \nabla g(x,y)\neq 0} in tutti i punti tali che {\displaystyle g(x,y)=0}, cioè nella curva di livello:
{\displaystyle V=\{(x,y)\in A:g(x,y)=0\}.}
Sia {\displaystyle (x_{0},y_{0})} un punto di {\displaystyle V} e si consideri il relativo sviluppo al primo ordine di Taylor:
{\displaystyle g(x,y)=g(x_{0},y_{0})+g_{x}(x_{0},y_{0})(x-x_{0})+g_{y}(x_{0},y_{0})(y-y_{0})+o({\sqrt {(x-x_{0})^{2}+(y-y_{0})^{2}}}).}
Tenendo conto che {\displaystyle g(x_{0},y_{0})=0}, uguagliando a zero la prima parte del termine al primo ordine si ottiene:
{\displaystyle g_{x}(x_{0},y_{0})(x-x_{0})+g_{y}(x_{0},y_{0})(y-y_{0})=0.}
Per ipotesi, tale equazione di primo grado ha almeno un coefficiente diverso da zero, e si può porre {\displaystyle g_{y}(x_{0},y_{0})\neq 0}. Si può quindi ricavare {\displaystyle y} in funzione di {\displaystyle x}:
{\displaystyle y=y_{0}-{\frac {g_{x}(x_{0},y_{0})}{g_{y}(x_{0},y_{0})}}(x-x_{0}).}
Il teorema mostra che l'errore nella formula di approssimazione al primo ordine non incide sulla possibilità di esprimere una variabile in funzione dell'altra.
La funzione ottenuta ha sviluppo al primo ordine: 
{\displaystyle y=y_{0}-{\frac {g_{x}(x_{0},y_{0})}{g_{y}(x_{0},y_{0})}}(x-x_{0})+o(x-x_{0}).}

### Seconda dimostrazione (teorema delle contrazioni)
Sia data una funzione continua {\displaystyle g\colon A\subseteq \mathbb {R} ^{2}\rightarrow \mathbb {R} } di classe {\displaystyle {\mathcal {C}}^{1}} nell'aperto {\displaystyle A} tale che per {\displaystyle (x_{0},y_{0})\in A} si abbia 
{\displaystyle {\begin{aligned}g(x_{0},y_{0})=0,\qquad g_{y}(x_{0},y_{0})\neq 0\end{aligned}}.}
Sia definita la funzione
{\displaystyle {\begin{aligned}G(x,y)=y-{\frac {g(x,y)}{g_{y}(x_{0},y_{0})}}\end{aligned}}.}
Allora {\displaystyle G(x_{0},y_{0})=y_{0}} e {\displaystyle G(x,y)=y} per {\displaystyle (x,y)\in I\times J}. Dunque trovare gli zeri di {\displaystyle g(x,y)} si riduce a trovare il punto fisso della funzione {\displaystyle G(x,y)}.
Grazie al teorema delle contrazioni sappiamo che, definito 
{\displaystyle X=\{\psi \colon I\rightarrow J\;|\;\psi \in {\mathcal {C}}^{0}\}.}
Siccome {\displaystyle G\in X}, {\displaystyle (X,\lVert \cdot \lVert _{\infty })} è facile dimostrare che sia uno spazio metrico completo, allora 
{\displaystyle \exists !\;y=f(x):G(x,f(x))=f(x).}
Sia {\displaystyle H\colon X\rightarrow X} una contrazione tale che 
{\displaystyle w\mapsto H[w](x)=G(x,w(x))}
ci basta dimostrare che {\displaystyle H} sia ben definita, cioè che {\displaystyle H[w]\in X}. Questa deve avere le seguenti proprietà:
1. {\displaystyle H[w]} è continua in {\displaystyle I;}
2. {\displaystyle \lVert H[w]-y_{0}\rVert _{\infty }\leq \varepsilon .}

La prima è ovvia siccome l'operatore è composizione di funzioni continue. La seconda può essere dimostrata tramite una catena di disuguaglianze:
{\displaystyle {\begin{aligned}&\lVert H[w]-y_{0}\rVert _{\infty }=\lVert G(x,w(x))-G(x_{0},y_{0})\lVert _{\infty }\leq \lVert G(x,w(x))-G(x,y_{0})\lVert _{\infty }+\lVert G(x,y_{0})-G(x_{0},y_{0})\lVert _{\infty }=\\[10pt]&=\lVert G(x,w(x))-G(x,y_{0})\lVert _{\infty }+\lVert y_{0}-{\frac {g(x,y_{0})}{g_{y}(x_{0},y_{0})}}-y_{0}\lVert _{\infty }\leq \lVert G_{y}(x,\xi _{y})(w(x)-y_{0})\lVert _{\infty }+{\frac {\lVert g(x,y_{0})\lVert _{\infty }}{|g_{y}(x_{0},y_{0})|}}\leq \\[10pt]&\leq {\underset {\xi _{y}\in J}{\sup }}|G_{y}(x,\xi _{y})|\lVert w(x)-y_{0}\lVert _{\infty }+{\frac {\lVert g(x,y_{0})\lVert _{\infty }}{|g_{y}(x_{0},y_{0})|}}\leq \varepsilon ,\end{aligned}}}
dove si è applicato il teorema di Lagrange ed il fatto che 
{\displaystyle {\begin{aligned}&{\underset {\xi _{y}\in J}{\sup }}G_{y}(x,\xi _{y})\leq {1 \over 2}\;\;{\text{ poiché }}h,k\;{\text{ possono essere piccoli a piacimento}}\\[10pt]&\lVert w(x)-y_{0}\lVert _{\infty }\leq \varepsilon \;\;{\text{ poiché }}w(x)\in X\\[10pt]&{\frac {\lVert g(x,y_{0})\lVert _{\infty }}{|g_{y}(x_{0},y_{0})|}}\leq {\varepsilon  \over 2}.\end{aligned}}}
Ora basta dimostrare che {\displaystyle H} sia una contrazione:
{\displaystyle \lVert H[w]-H[v]\lVert _{\infty }=\lVert G(x,w(x))-G(x,h(x))\lVert _{\infty }\leq {\underset {\xi \in J}{\sup }}|G(x,\xi )|\lVert w-v\lVert _{\infty }\leq {1 \over 2}\lVert w-v\lVert _{\infty }.}

## Il teorema in più dimensioni
Sia {\displaystyle \mathbf {f} \colon E\subset \mathbb {R} ^{n+m}\rightarrow \mathbb {R} ^{n}} una funzione di classe {\displaystyle {\mathcal {C}}^{1}}, dove {\displaystyle \mathbb {R} ^{n+m}} è il prodotto cartesiano {\displaystyle \mathbb {R} ^{n}\times \mathbb {R} ^{m}} i cui elementi sono del tipo {\displaystyle (\mathbf {x} ,\mathbf {y} )=(x_{1},x_{2},\ldots ,x_{n},y_{1},y_{2},\ldots ,y_{m})}. Sia inoltre {\displaystyle (\mathbf {a} ,\mathbf {b} )=(a_{1},a_{2},\ldots ,a_{n},b_{1},b_{2},\ldots ,b_{m})\in E} un punto tale che {\displaystyle \mathbf {f} (\mathbf {a} ,\mathbf {b} )=0}.
Data la matrice jacobiana di {\displaystyle \mathbf {f} } in {\displaystyle (\mathbf {a} ,\mathbf {b} )}:
{\displaystyle {\begin{matrix}(D\mathbf {f} )(\mathbf {a} ,\mathbf {b} )&=&\left[{\begin{matrix}{\frac {\partial f_{1}}{\partial x_{1}}}(\mathbf {a} ,\mathbf {b} )&\cdots &{\frac {\partial f_{1}}{\partial x_{n}}}(\mathbf {a} ,\mathbf {b} )\\\vdots &\ddots &\vdots \\{\frac {\partial f_{n}}{\partial x_{1}}}(\mathbf {a} ,\mathbf {b} )&\cdots &{\frac {\partial f_{n}}{\partial x_{n}}}(\mathbf {a} ,\mathbf {b} )\end{matrix}}\right|\left.{\begin{matrix}{\frac {\partial f_{1}}{\partial y_{1}}}(\mathbf {a} ,\mathbf {b} )&\cdots &{\frac {\partial f_{1}}{\partial y_{m}}}(\mathbf {a} ,\mathbf {b} )\\\vdots &\ddots &\vdots \\{\frac {\partial f_{n}}{\partial y_{1}}}(\mathbf {a} ,\mathbf {b} )&\cdots &{\frac {\partial f_{n}}{\partial y_{m}}}(\mathbf {a} ,\mathbf {b} )\\\end{matrix}}\right]={\begin{bmatrix}X&|&Y\end{bmatrix}}\\\end{matrix}},}
si supponga che {\displaystyle X} sia invertibile.
Il teorema delle funzioni implicite afferma che vi sono due insiemi aperti {\displaystyle U\subset \mathbb {R} ^{n+m}} e {\displaystyle V\subset \mathbb {R} ^{m}} contenenti rispettivamente {\displaystyle (\mathbf {a} ,\mathbf {b} )} e {\displaystyle \mathbf {b} } tali che per ogni {\displaystyle \mathbf {y} \in V} esiste un unico {\displaystyle \mathbf {x} } che soddisfa {\displaystyle (\mathbf {x} ,\mathbf {y} )\in U} e {\displaystyle \mathbf {f} (\mathbf {x} ,\mathbf {y} )=0}. Inoltre, la funzione {\displaystyle \mathbf {g} \colon V\to \mathbb {R} ^{n}} tale che {\displaystyle \mathbf {g} (\mathbf {y} )=\mathbf {x} } è una funzione di classe {\displaystyle {\mathcal {C}}^{1}} tale che:
{\displaystyle \mathbf {g} (\mathbf {b} )=\mathbf {a} ,\qquad (D\mathbf {g} )(\mathbf {b} )=-X^{-1}Y,}
dove {\displaystyle (D\mathbf {g} )(\mathbf {b} )} è la jacobiana di {\displaystyle \mathbf {g} } in {\displaystyle \mathbf {b} }. La relazione:
{\displaystyle \mathbf {f} (\mathbf {g} (\mathbf {y} ),\mathbf {y} )=0,\qquad \mathbf {y} \in V,}
definisce implicitamente {\displaystyle \mathbf {g} }.
Il teorema stabilisce quindi che il sistema {\displaystyle \mathbf {f} (\mathbf {x} ,\mathbf {y} )=\mathbf {0} }:
{\displaystyle \left\{{\begin{matrix}f_{1}(x_{1},x_{2},\cdots ,x_{n},y_{1},y_{2},\cdots ,y_{m})=0\\f_{2}(x_{1},x_{2},\cdots ,x_{n},y_{1},y_{2},\cdots ,y_{m})=0\\\vdots \\f_{n}(x_{1},x_{2},\cdots ,x_{n},y_{1},y_{2},\cdots ,y_{m})=0\\\end{matrix}}\right.}
può essere risolto esplicitando {\displaystyle (x_{1},x_{2},\cdots ,x_{n})} in funzione di {\displaystyle (y_{1},y_{2},\cdots ,y_{m})} in un intorno di {\displaystyle \mathbf {b} } se il sistema è risolvibile in {\displaystyle (\mathbf {a} ,\mathbf {b} )} e se {\displaystyle X} è invertibile. Le soluzioni così trovate sono inoltre funzioni di classe {\displaystyle {\mathcal {C}}^{1}}. Il teorema può essere generalizzato al caso di funzioni analitiche.
Il teorema si estende anche agli spazi di Banach.